# JScript
JScript És el dialecte de Microsoft del ECMAScript estàndard que és utilitzat dins Explorer d'Internet de Microsoft.
JScript s'implementa com a motor d'"escriptura activa". Això significa que es pot "connectar" a les aplicacions d'OLE Automation que admetin "escriptura Activa", com ara Internet Explorer, Active Server Pages i Windows Script Host. També significa que aquestes aplicacions poden utilitzar diversos llenguatges d'Active Scripting, per exemple, JScript, VBScript o PerlScript.
JScript es va donar suport per primera vegada al navegador Internet Explorer 3.0 llançat a l'agost de 1996. La seva versió més recent és JScript 9.0, inclosa a Internet Explorer 9.
JScript 10.0 es també conegut com JScript. NET, que afegeix diverses funcions noves de la quarta edició abandonada de l'estàndard ECMAScript. S'ha de compilar per . NET Framework versió 2 o versió 4, però les anotacions de tipus estàtic són opcionals.